# Calles y plazas del Madrid medieval
Las calles y plazas del Madrid medieval tuvieron su origen en el núcleo urbano asentado al amparo de la muralla de la almudena o ciudadela árabe mandada construir por Muhammad I (emir independiente de al-Ándalus entre 852 y 886). Se fue formando en su interior una población compuesta por casas o viviendas y esas construcciones dieron lugar a caminos  que en algún momento serían calles, vías para transitar por ellas o para salir de la villa. La construcción de una mezquita mayor proporcionó a este núcleo un carácter de medina. También por necesidad de tránsito y de organización de las calles entraron a formar parte del entramado las plazas o tabiá árabes. Con la conquista de Alfonso VI y la repoblación de grupos cristianos la villa fue extendiéndose sobre todo hacia el este y el sur y las vías fueron apareciendo conformando el espacio. Surgieron grandes calles, calles que organizaban barrios, rondas, plazas de todo tipo y necesidad; todo ello en suelo público y suelo privado. Se fue haciendo distinción según el tipo del trazado y así surgió la carrera, el carral, el carril, la vía, la calle, hasta que más tarde todos estos espacios llegaron a tener su nombre propio, nombre que en un principio fue descriptivo para que el viandante se entendiera y le entendieran: «Calle de la Puerta de Guadalfajara», «Calle de los Traperos», «Calle tras las casas de Don Pedro de Castilla», etc.

## Contexto histórico

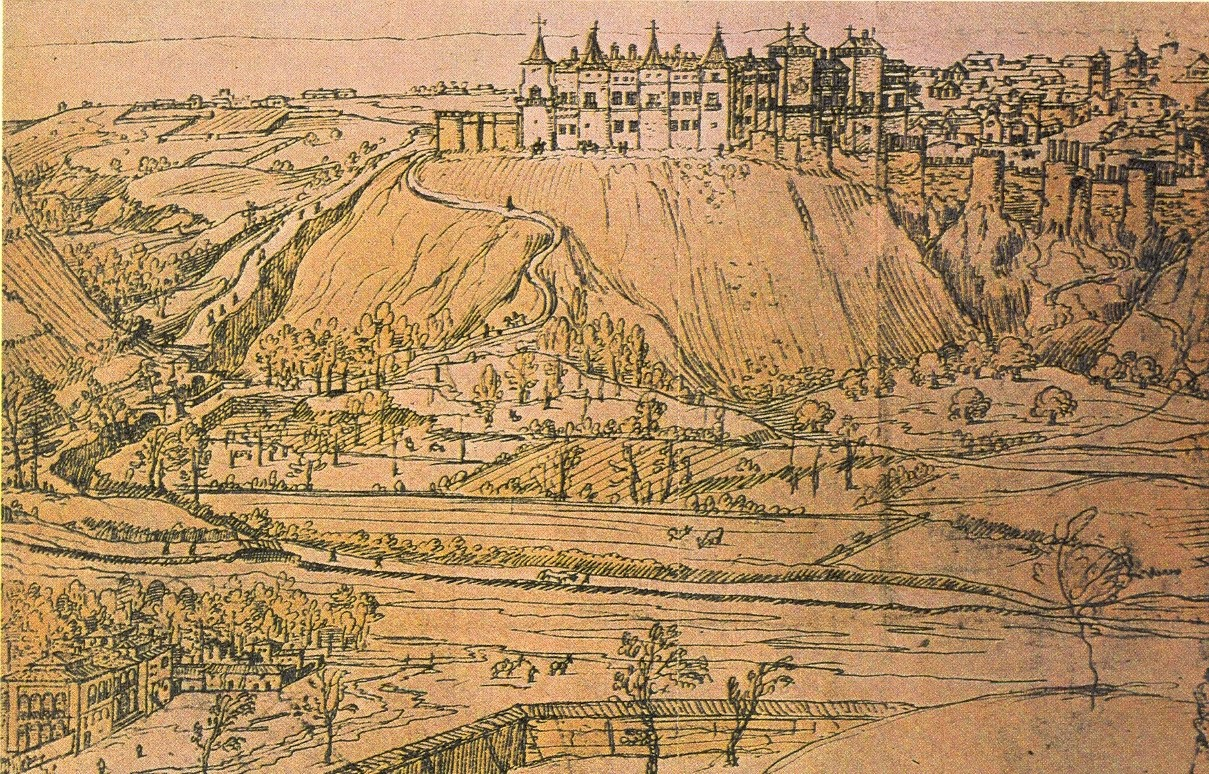
Vista de Madrid: dibujo preparatorio (1562) (detalle con el Real Alcázar de Madrid y el famoso Barranco con lo que sería la cuesta de la Vega). Dibujo realizado por Antón van der Wyngaerde. Se conserva en la National-bibliothek de Viena (Ms. Min. 4178)

Muhammad I de Córdoba (emir independiente de al-Ándalus 852-886), se vio obligado a construir una fortaleza que defendiera el camino hacia Toledo en el territorio fronterizo conocido como Marca Media. Junto a esta fortaleza se formó una población, (una ciudadela o almudaina o almudena). La fortaleza se construyó en el cerro septentrional que estaba rodeado de defensas naturales. Se construyó además una mezquita que proporcionó el carácter de medina a este núcleo. La población experimentó un crecimiento rápido, sobre todo a partir del siglo X y del siglo XI con el establecimiento de la repoblación cristiana, con asentamientos hacia el este y el sur que formaron arrabales extramuros. Estos arrabales fueron absorbidos más tarde  por la muralla cristiana erigida en la segunda mitad del siglo XII.
Aquel Madrid medieval estaba configurado por dos importantes barrancos: el Barranco propiamente dicho, escrito con mayúsculas en los documentos y a cuyos pies se deslizaba el arroyo de las Fuentes de San Pedro (que con el tiempo se convertiría en la calle de Segovia), delimitado al norte por el cerro donde se había establecido la medina y su desplome a poniente que luego fue la Cuesta de la Vega. El barranco de Hontanillas, que fue después la plaza de Isabel II, delimitado por el arroyo del Arenal. Estaban también los llamados Altos de Rebeque de 650 m de altura y las dos colinas, la del Alcázar y la de las Vistillas. Los arrabales importantes eran los de Santo Domingo al norte y San Martín y San Ginés al noreste. En 1430 se unieron los de Santa Cruz y San Millán al sureste y sur que durante un tiempo habían estado alejados del núcleo. El arrabal de San Francisco se fue configurando en torno al convento de San Francisco en el siglo xiii pero no se integró en la Villa hasta después de la mitad del siglo xvi.

## Historia y evolución de calles y plazas
Para la población musulmana la calle es esencialmente un lugar de paso público en el entorno de la mezquita, que conduce a un punto determinado que no necesariamente tiene que estar trazada en cuadrícula sino que por el contrario suele ser laberíntica. Es además un componente urbano al servicio de la comunidad y deben cumplir ciertas normas como conservar la limpieza, evitar y reparar los posibles baches, que no se establezcan los vendedores ambulantes y que no pasen por ellas las caballerías. Los primeros nombres que definen las calles islámicas son del tipo de «calle que va a» «calle entre esto y lo otro» por eso las calles secundarias, los callejones y los adarves se conciben únicamente para el tránsito de las personas que quieran llegar a su casa; sin embargo para la población cristiana su trazado debe ser regular, de calles rectas, salvo en las rondas que rodean la muralla y que pueden ser externas o internas.
Surgieron en primer lugar las calles-camino, las grandes calles que iban de puerta a puerta de la muralla y que conducían a las poblaciones más cercanas como Alcalá, Guadalajara o Segovia y a los pueblos del alfoz. Cuando traspasaban las puertas de la medina pasaban a ser caminos en lugar de calles. De estas calles-camino nacieron otras y todas juntas fueron formando los barrios llamados también collaciones. Estas collaciones nacieron como agrupaciones generalmente en torno a las parroquias que se iban construyendo y cada una tenía sus jurados con sus principios jurídicos propios porque las gentes que los habitaban podían tener costumbres y estilo de vida distintos. Muchas de estas agrupaciones estaban compuestas por gremios que a la larga dieron nombre propio a determinadas calles.     

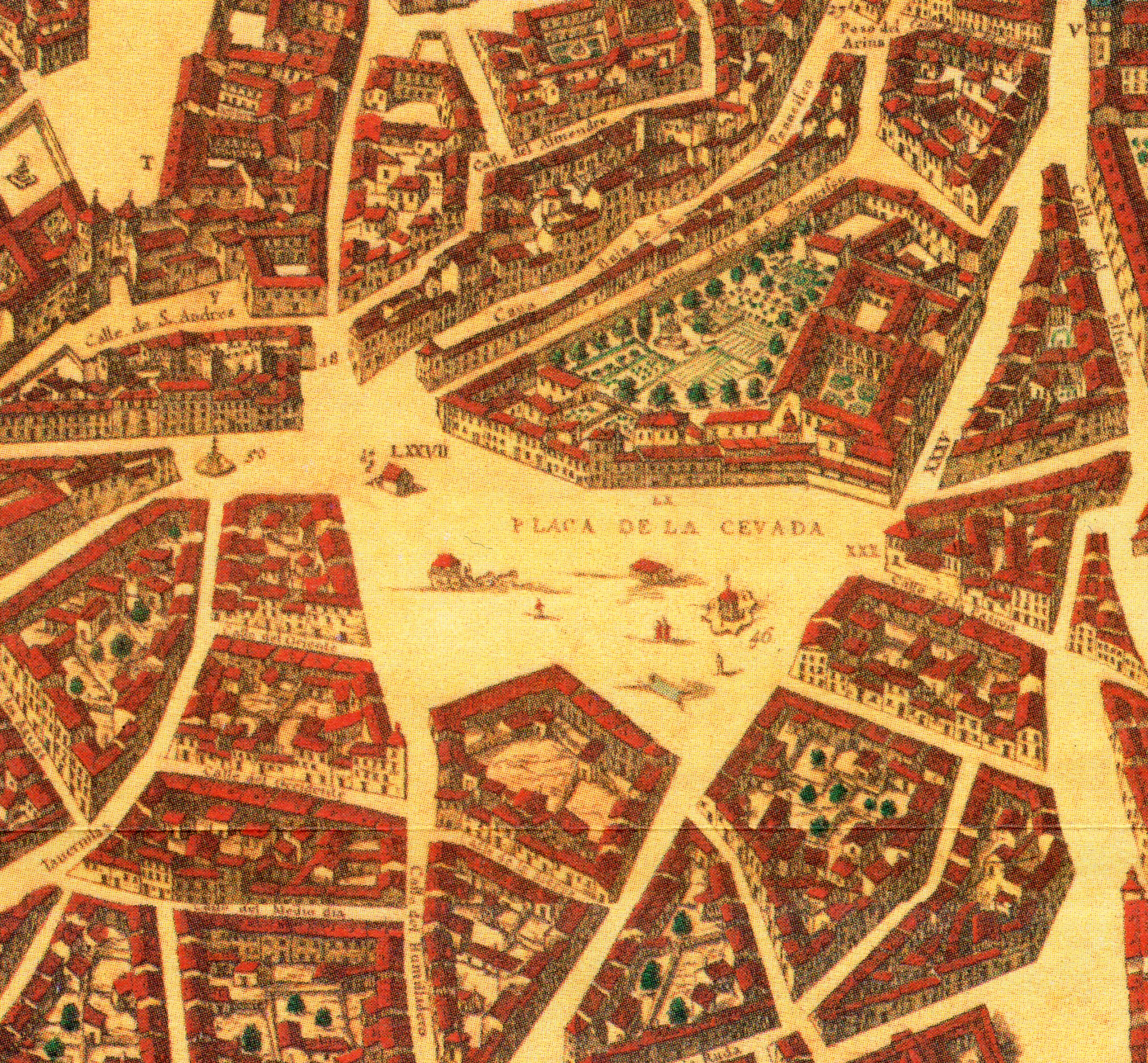
Topografía de la Villa de Madrid descrita por Don Pedro Texeira en 1656. Con el número 50 se ve la fuente de la plaza de Puerta de Moros

Además de las vías de paso o calles se fueron configurando las plazas, unos lugares abiertos que invitaban al transeúnte a quedarse, a charlar y a vender o comprar. Generalmente se formaban por el cruce de dos o más calles; otras veces se creaban en los grandes espacios que habían tenido anteriormente otro cometido como fue el caso de la que apareció en el Campo del Rey (plaza de armas del alcázar), que se extendía desde la antigua puerta de Alvega (conocida como puerta de la Vega) hasta el alcázar. La Laguna del Arrabal no fue espacio urbano hasta el siglo XV; pasó después a denominarse plaza del Arrabal para finalmente en el siglo XVI convertirse en la plaza Mayor. Y aparecieron también las plazas delante de las puertas de la muralla, algunas con gran actividad comercial como la que se formó delante de la puerta de Guadalajara. Hubo plazas en la puerta de Santa María, puerta de Alvega y puerta de Moros, esta última de poca extensión porque se topaba con el cementerio de la iglesia de San Andrés. También surgieron plazas junto a las parroquias de las collaciones.
La medina fue cambiando su aspecto y por necesidad de la vida cotidiana fue separándose de la ciudadela. Es posible que así surgiera el interesante centro en la antigua plazuela de El Salvador. Por otra parte y pasados los siglos surgió otro centro trascendental especialmente para el comercio; fue la plaza del Arrabal que a su vez se transformaría en la muy importante plaza Mayor.

### Adarves

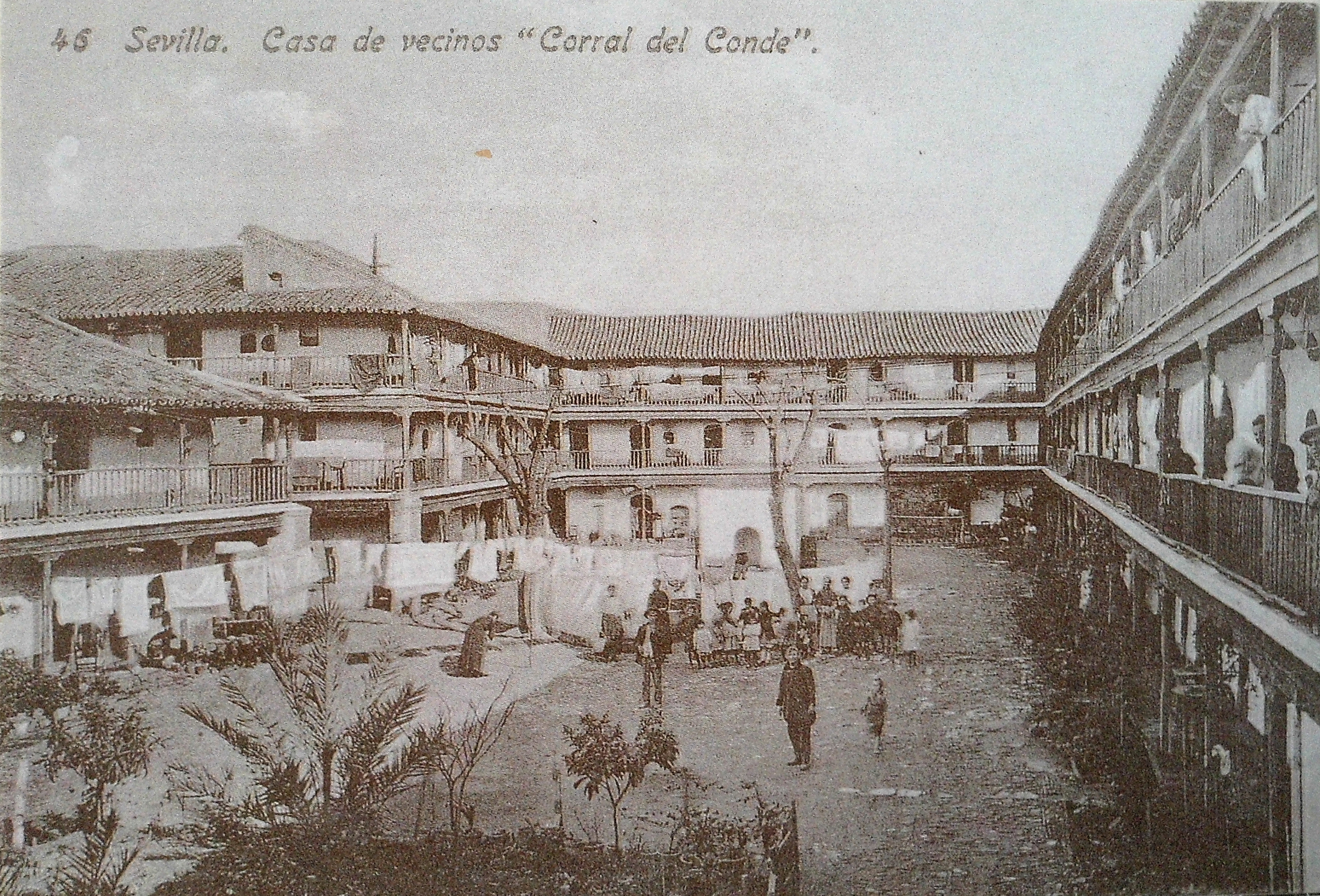
Corral del Conde en Sevilla, herencia de antiguo adarve

Un adarve es en la urbanización hispano-musulmana un callejón sin salida de dominio semiprivado. Los musulmanes lo llaman también «durub». Sin ser calles propiamente dichas cumplen perfectamente con su misión de conducir a las personas a su vivienda. El adarve es frecuentemente más que un callejón y llega a ser una especie de plazuela o ensanchamiento —que a veces se multiplica en forma laberíntica—, con perfil cerrado que derivó en los llamados corrales y después en los patios de vecindad. En Madrid no quedó ejemplo de estos corrales aunque sí de algunos adarves incluidos en manzanas en las que todavía se pueden intuir, como ocurre con la manzana 445 en el barrio o collación de Santa María compuesta y delimitada por las calles de Malpica, Santa Ana la Vieja, calle de Pumar, la plaza de Caballerizas y Arco de Palacio y las plazuelas de los Pajes y del Postigo. Esta manzana existía todavía en el siglo XIX; con el tiempo fueron desapareciendo las calles y en su lugar se extiende la plaza de la Armería.

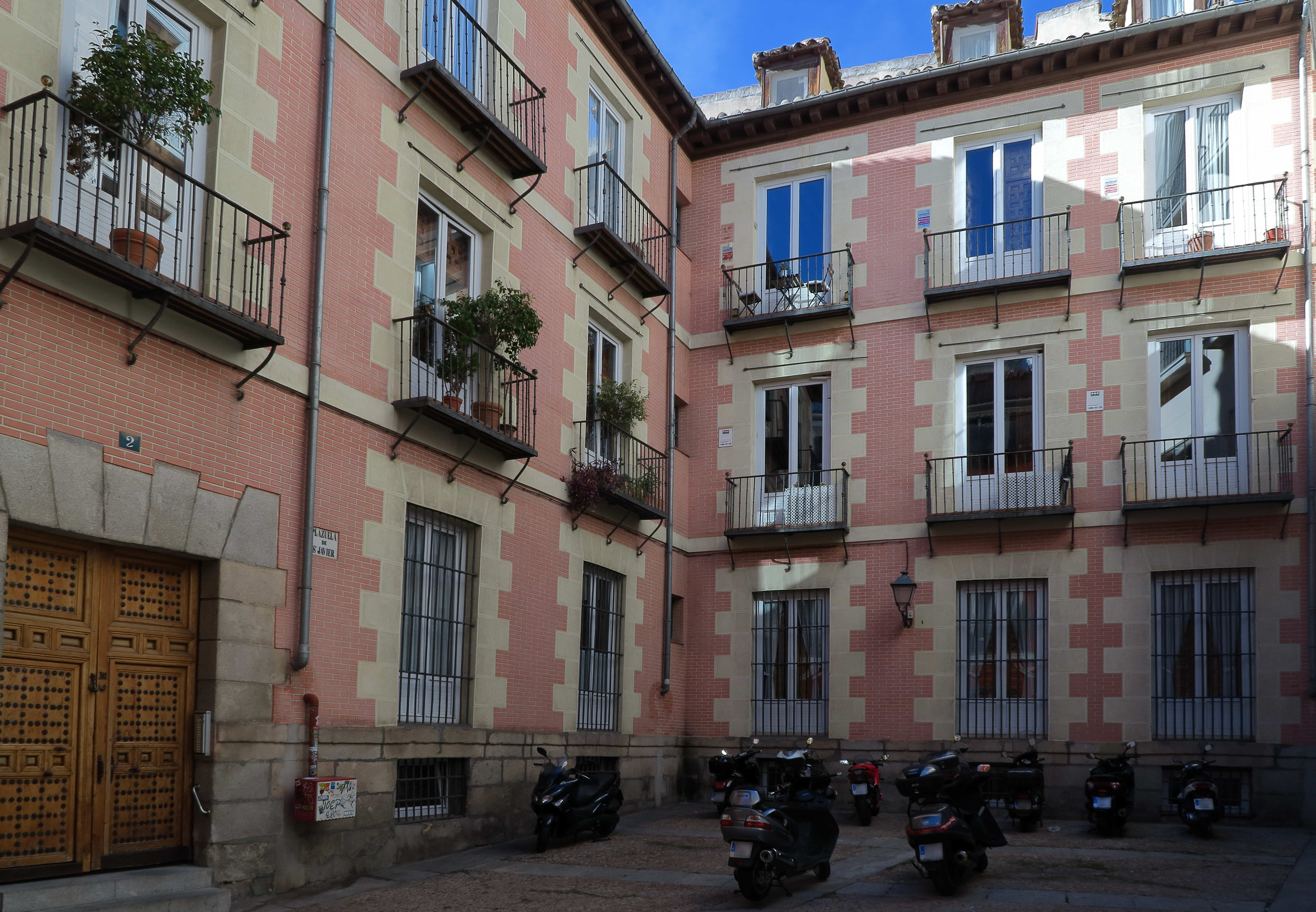
Plazuela de San Javier, ejemplo de adarve

La plaza de San Javier es otro vestigio de lo que fue un adarve. Situada en la manzana 181 frente a la manzana 183, en el barrio del Sacramento puede verse dibujado aunque no rotulado, en el plano de Texeira de 1656 y todavía se ve en los planos del siglo XIX.. En las cercanías de la iglesia de San Miguel de los Octoes se encontraban formas laberínticas que fueron adarves.

### Arrabales

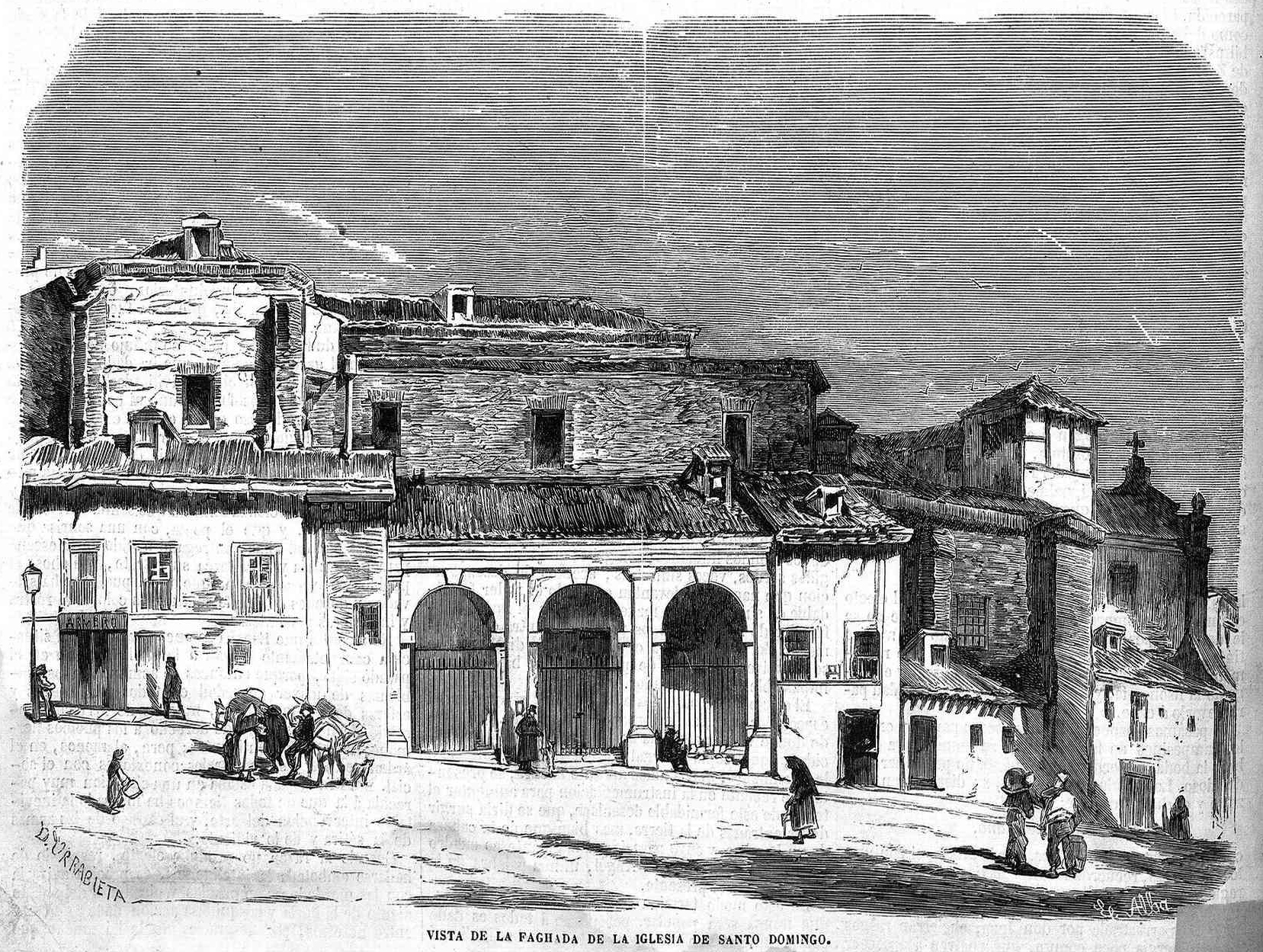
Vista de la fachada del convento de Santo Domingo el Real, en El Museo Universal (1869), a cuyo alrededor se fue formando el arrabal que llevó su nombre

Los arrabales eran los núcleos que se formaban extramuros. En el Códice de los Fueros no se hace ninguna mención sobre ellos. Durante años y en los documentos conocidos no se nombran los arrabales siendo la primera vez que aparece la palabra y su concepto en el Códice de San Isidro o de Juan Diácono en el que el autor narra la vida de San Isidro Labrador. El autor describe también el arrabal de San Martín en torno a la iglesia de este nombre. El arrabal se formó gracias a la repoblación llevada a cabo  por este antiguo monasterio en los primeros años del siglo XII, una repoblación compuesta en su mayor parte por francos que llegaron a organizar un barrio conocido como vicus Sancti Martini.
El arrabal de Santo Domingo tuvo su origen en otra fundación religiosa a principios del siglo XIII. El monasterio se había construido fuera de la puerta de Balnadú. Los dos espacios se llamaron arrabal de San Martín conjuntamente. Crecieron tanto que en tiempos de Alfonso VIII fue necesario incluirlos en la población y rectificar la nueva cerca para que los rodease. En general el caserío creció mucho desde la puerta de Guadalajara hasta la puerta del Sol y hacia el prado de Atocha.

## Denominaciones y morfología

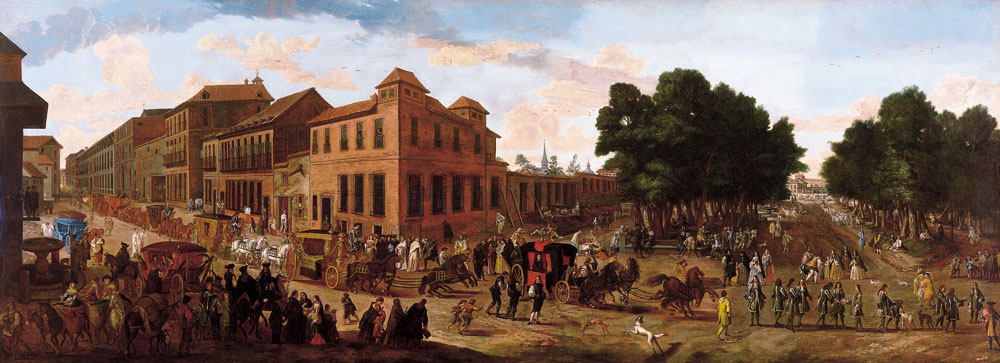
Carrera de San Jerónimo en el siglo XVII

Las vías de tránsito, el espacio público que conduce al transeúnte de un lugar a otro o «calles por do andan las gentes» tuvieron distintas denominaciones hasta unificarse el nombre de «calle». Aunque las vías del núcleo musulmán tuvieron casi desde el principio denominación, Madrid tardó mucho en asignar nombre propio a sus calles.
Carrera
Fue en su origen un camino o una vía para carros. En la Alta Edad Media se equiparó a la vía de la ciudad como ocurrió con la Carrera de San Jerónimo que todavía conserva el nombre. Se observan algunas expresiones como «ir de carrera» que es sinónimo de «ir de viaje» es decir recorrer el espacio que va de una población a otra. La palabra camino empezó a utilizarse desde el siglo XIII y acabó sustituyendo a carrera.
Carral
Es este un nombre que se mantuvo indistintamente con carrera durante el siglo IX y siglo X y que al llegar el siglo XII desaparece.
Carril
Siempre relacionado con los carros y los caminos carreteros y con su estrechura. En Madrid se mencionaba un carril en el barrio de la Almudena hacia 1483 que comenzaron llamando Carril a la Huesa del Raf, un sendero abrupto y lleno de lodo de cuyo trazado tuvieron que ocuparse los ediles municipales «para su adecentamiento».
Corredera
Esta denominación no es muy frecuente en los documentos medievales. A veces se considera sinónimo de «carrera». En cuanto a su trazado es posible que algunas tuvieran un cierto desnivel en cuyo caso el nombre de «corredera» puede darse al lecho de una corriente. Hay dos antiguas correderas conocidas: la Corredera de Ropas Viejas en el arrabal de San Martín, en los terrenos correspondientes al convento de Santo Domingo y la Corredera de San Pablo (Alta y Baja), dos calles, una continuación de la otra que todavía conservan su antiguo nombre.
Cavas
Eran fosos naturales extramuros acondicionados para la defensa; en determinadas ocasiones fue necesario cegarlos o desecarlos. Hasta bien entrado el siglo XVI no llegaron a considerarse como calles a pesar de que en el siglo XV muchas de estas cavas estaban ya bastante pobladas, por lo que recibieron denominación propia, como fue el caso de la Cava baja de San Francisco.
Cavas con denominación propia
Cuando las cavas se fueron urbanizando y dejaron de ser un simple foso o mina adquirieron un apelativo necesario para el buen entendimiento tanto de ciudadanos como concejil. Al principio se dejó por delante la palabra «cava» y después se fueron conformando en calle, nombre que se antepuso al de cava.
- «Cava de la Puerta de Guadalaxara». Situada en el antiguo barrio de Santiago llegó a evolucionar con dos nombres, calle del Mesón de Paños y su continuación hacia el norte como calle de la Escalinata. Esta última se conocía en el siglo XIX  con el nombre de ‘calle de los Tintes’.[25]

La cava propiamente dicha llegaba hasta la calle Mayor en el sentido sur. Se conocen concesiones de solares desde el año 1449 siendo los últimos otorgados en tiempo de los Reyes Católicos que es cuando quedó configurada su parte oriental que tomó el nombre de Camino de las Fuentes; (siglos más tarde fue calle de las Fuentes).
- «Cava de Puerta Cerrada», desde Puerta Cerrada a la calle Mayor. Con el tiempo daría lugar a tres vías: calle de la Travesía de Bringas —que en el siglo XVII era el callejón llamado Pasadizo de San Miguel [27]—; cavas de San Miguel y de Cuchilleros. En 1453 ya estaba bien organizada la acera oriental sobre la muralla y el Concejo dio permisos a los propietarios para construir corrales hasta el foso.[28][24]Calle de la Cava Baja (Madrid)

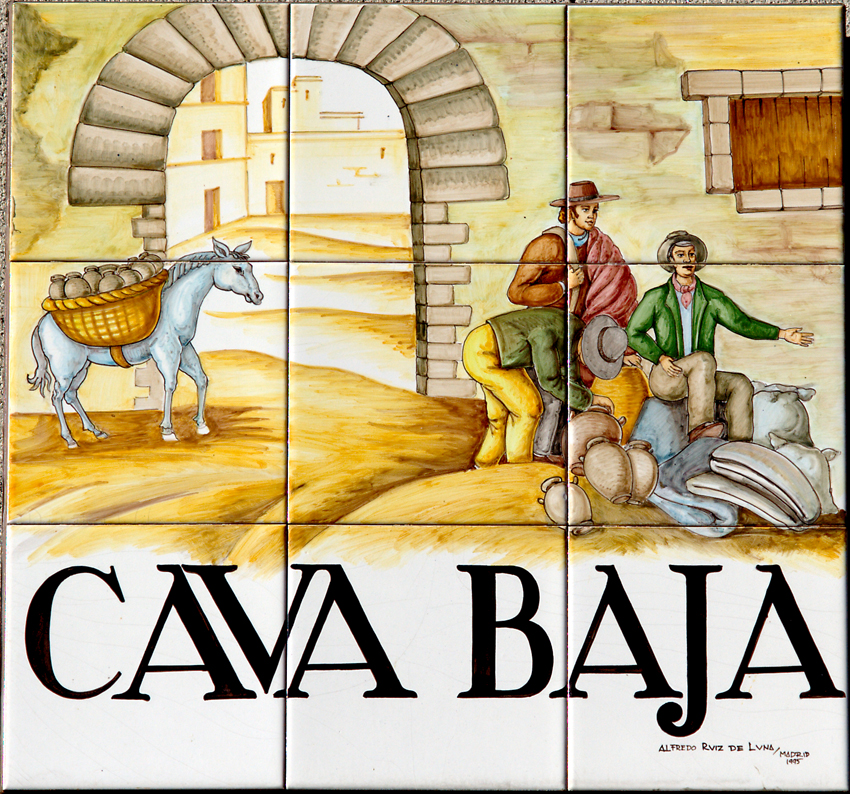
Calle de la Cava Baja (Madrid)

- «Cavas más abajo de Puerta Cerrada».[24] Así llamadas en años medievales y convertidas con el tiempo en «Cava Baja», «Plaza del Humilladero», «Plaza de los Carros»[29] y «Calle de Don Pedro». De la Cava Baja escribe Mesonero Romanos y dice que toda la manzana con el número de 150 en el barrio de San Andrés ocupó parte de la muralla del segundo recinto murado de Madrid. Se llamó Cava de San Francisco y su continuación Cava de San Miguel hasta la Cava de Cuchilleros. Explica que fue un foso defensivo al pie de la muralla, un barranco y una alcantarilla.[30]

En el plano de Martínez de la Torre dicha manzana se describe entre la calle del Almendro (línea quebrada) y la Cava Baja. Hacia 1440 y cercanas a la Cava Baja hubo huertas y algunas viviendas. A finales del siglo XV dio vida a la zona el Hospital de La Latina y años más tarde comenzó a llenarse de viviendas el entorno de la Puerta de Moros.
- «Cava del Arraval (sic) o de la Puerta del Sol». El único espacio de esta cava que se nombra en los documentos es el tramo que se corresponde con la actual Calle de Preciados. Se cita en legajos de 1438, 1478 y 1481. Se dice que en ella hubo «hornos de los texares».[24]

Vía
Esta denominación era muy amplia y podía tener el significado de camino, calzada, senda o ruta. En época romana una vía correspondía a cualquier tipo de camino y por eso quedó fijada para definir una calle. Las vías podían estar dentro o fuera del poblado. Cuando la palabra vía lleva el apellido de «pública» o de «regis» indica una contraposición con «vía privada».
Vía regis o vía pública
Las calles se consideraban siempre públicas pero cuando una de ellas se destacaba en importancia venía a denominarse vía Real (vía Regis); en un momento determinado se cambió el nombre de vía por calle, es decir calle Real. Al principio en localidades de repoblación ni siquiera existen las calles. Se construían casas unas junto a otras o enfrentadas o unidas por un simple sendero para facilitar el tránsito a los vecinos. Ese sendero casi siempre terminaba en una pared o en alguna tapia y no se consideraba como calle a no ser que se trasformara y que sí llevase a alguna parte en cuyo caso se ensanchaba y se dignificaba (cometido que llevaban a cabo las autoridades municipales en su misión de regular y obtener impuestos) y pasaba a ser calle pública.
Para poder llamarse vía Real la calle tenía que cumplir con determinados requerimientos: Debía tener un tamaño importante o representar un papel significativo y debía ser además muy frecuentada. Estas vía regis o públicas aparecieron en Madrid al principio del siglo XIII. Cuando las calles empiezan a adquirir un nombre propio pasan a llamarse regis todas las demás y por eso en Madrid uno de los rasgos característicos es la abundancia de vías regis, entre otras cosas por la institución tardía de nombres propios precisos.
En Madrid hubo varias calles con título de «calle Real» o «cal del Rey» en una misma collación. Una de ellas fue la llamada a partir del siglo XVI «calle Real de la Almudena», vía importante de la que ya se tiene abundante noticia por los documentos de compraventa y propiedad del año 1220. Sus casas habitadas por personajes ilustres estarían en la manzana 443, frente a la calle del Arco del Palacio. Se trata de lo que fue el primer tramo de la futura calle Mayor. Al ser un lugar tan preferente estuvo habitada por gente de prestigio en época medieval. Contaba además con la primitiva iglesia mayor de Santa María, y frente a esta parroquia se encontraba la casa principal de la familia Bozmediano —o Vozmediano—, de la aristocracia madrileña. Cuando desapareció esta casa en su solar se edificó el palacio del duque de Uceda que después fue palacio de los Consejos y Capitanía General.
La calle Real de la Almudena continuaba su recorrido en un segundo tramo hasta la puerta de Guadalajara. Se cita este tramo como calle Real en documentos de compra venta y propiedades de los primeros años del siglo XV. Se dispuso en este espacio el gobierno municipal, gobierno de la villa y se abrió una plazuela con ese nombre, «plaza de la Villa». En el siglo XVI la importancia adquirida por la calle hizo que se rotulara con nombre propio: «calle Mayor». Antes de esta fecha ya había demostrado ser un centro significativo con vecinos comerciantes, prestamistas, judíos, burócratas, letrados y demás.
Otra calle que en sus orígenes fue «vía regis» es la calle de Luzón que se extendía hacia el norte y que fue la ronda exterior de la medina. Era un lugar poblado de huertas y arroyuelos en que la «vía regis» era el eje,, denominándose indistintamente calle de San Juan, calle de San Gil y en un ensanche junto a la parroquia de San Juan comenzaba la bifurcación de esta vía angosta hacia el sur: calle de Santiago y Milaneses por un lado; calle de los Señores de Luzón por el otro.
Calle

Se define como «espacio que se extiende entre dos aceras formadas a su vez por alineación de casas». 

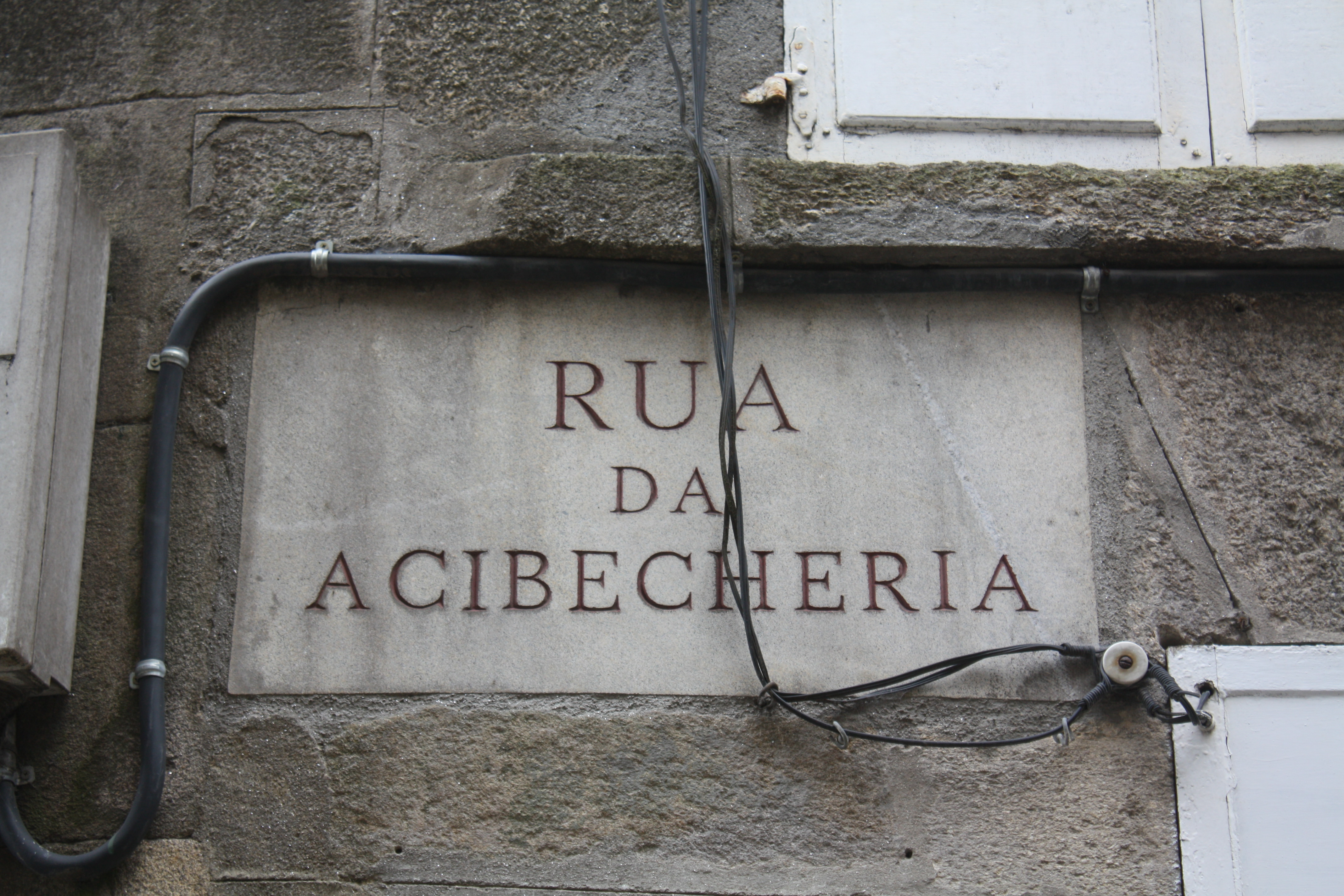
Calle de la ciudad de Santiago de Compostela. Es la última calle que atraviesan los peregrinos del Camino de Santiago antes de llegar a la catedral

Esta voz se impuso en el siglo XIII. Cuando la palabra calle vino a sustituir la palabra vía esta última volvió a tomar el significado de «camino», «senda», «carretera». Por lo que se aprecia en los documentos medievales la palabra vía llegó a indicar un gran camino mientras que calle (callis) sería un camino menos importante y más pequeño.
Rúa
Voz foránea del latín vulgar (latín popular) derivada de ruga, muy utilizada sobre todo en Castilla y en León. También fue muy utilizada en el norte de la península especialmente en el trascurso del Camino de Santiago. Es una palabra introducida por los francos sobre todo a partir del siglo XI y con ella daban nombre a la vía principal por donde pasaban, una vía que la mayoría de las veces urbanizaban ellos mismos.

## Calles sin denominación propia pero localizables
Son calles sin nombre concreto pero denominadas de forma que los ciudadanos pudieran localizarlas.
- «Carril a la huesa del Raf».

Fue en sus comienzos un sendero o carril casi intransitable llamado a veces «carril de las puertas de Alvega y Asagra» Se utilizaba para atravesar el barranco del Alcázar serpenteando por el costado de la cava desde la puerta de Alvega y posiblemente se extendió hasta la puerta de Valnadú. La zona conocida como «la huesa del Raf» era un cementerio (puede que judío), uno de cuyos límites estaba en la torre de los Huesos nombre referido igualmente al cementerio. La cerca estaba muy deteriorada lo mismo que la torre y ambas sufrieron continuos derrumbes, según denunciaban los documentos entre 1494 y 1513, por eso el Concejo decidió urbanizar el carril que podía servir como ronda exterior y evitar el paso por el relieve intrincado de la zona.
- «Calle tras las casas de don Pedro de Castilla».

Don Pedro de Castilla fue un personaje del siglo XV, del linaje de los Lasso de Castilla. Fue propietario de un gran caserón construido en el barrio de San Andrés que tenía comunicación con la iglesia de San Andrés por medio de un pasadizo elevado y que daba a la plazuela de la Paja formando la manzana 130 en el barrio de las Vistillas. Era famoso el caserón o palacio de los Lasso por las fiestas suntuosas que se celebraban con miembros de la alta sociedad. Incluso en más de una ocasión se alojaron en él los Reyes Católicos y su hija Juana con Felipe el Hermoso. Esta casa fue protagonista de un hecho histórico bien conocido porque desde un balcón que alcanzaba a ver la explanada donde estaba apostada la tropa y la artillería  lanzó el Cardenal Cisneros la famosa frase «estos son mis poderes». Pedro Lasso no se conformó con las dimensiones de su casa sino que le añadió una torre que sobresalía en demasía por encima de las demás alturas lo que provocó un pleito con el Ayuntamiento. Fue por estas fechas, en 1490, cuando pidió la propiedad de un espacio que estaba en la parte trasera de su palacio para ampliar sus dominios y a cambio ofreció otras casas cercanas para abrir una calle nueva más derecha. Después de estas permutas apareció el primer tramo de la calle de la Redondilla.
- «Callejuela junto a Pedro Díaz de la Torre»

Fue una callejuela en el barrio de San Miguel de los Octoes situada entre las casas de Rodrigo Alonso Armero y Pedro Díaz de la Torre. La callejuela tuvo una cierta importancia porque proporcionaba el único acceso entre la plaza del Arrabal y las cavas que discurrían entre la puerta de Guadalajara y la puerta Cerrada. Se mantuvo una parte con el aspecto de callejón hasta el siglo XVII.
- «Calle que va a la puerta de Guadalajara».

Fue una calleja muy transitada, a menudo mencionada en los documentos concejiles. Unía la zona de la plaza del Arrabal con la puerta de Guadalajara. Existió durante todo el siglo XV. Desapareció en tiempos de Felipe III para dar paso a la reestructuración de la plaza Mayor.
- «Calle nueva junto al hospital de La Latina»

Se menciona esta calle en los documentos de 1502, cuando Beatriz Galindo (La Latina) pidió al concejo de Madrid que se abriera esta vía. Corresponde a la parte final de la Cava Alta.
- «Calle como ba fazia la puerta de Santo Domingo (sic)»

Situada en el barrio de San Martín. Es una calle desaparecida que uniría la calle de Preciados con la calle de las Navas de Tolosa. La calle desapareció y en su solar se edificó un palacio y más tarde el convento de las Descalzas Reales (1559).
- «Calle Nueva»

Del barrio de San Martín aparece citada en la documentación de 1481. Era la continuación de una calle llamada de Peregrinos —por estar en ella el hospital de peregrinos— que a su vez salía de la llamada calle de la Zarza que junto con la calle de los Negros formaban un entramado; todo el conjunto desapareció para dar lugar a la actual calle de Tetuán.
- «Calle que ba a Sant Martin (sic)»

Situada también en el barrio de San Martín fue tomando distintos nombres como «calle de la subida de San Martín» en el siglo XIX hasta denominarla calle de San Martín.

## Aparición de calles con nombre
En la segunda mitad del siglo XV se manifiesta la aparición de las calles con nombre propio que se dan a conocer gracias sobre todo a los documentos de contratos entre particulares.
- «Calle de los Traperos»

Situada en el Vicus Francorum, arrabal de San Martín. En ella se desarrolló el comercio de ropas y se situaron los sastres desde el siglo XIII. Los llamados traperos eran los que vendían ropas y paños y tenían dos modalidades, los traperos de viejo (ropas viejas) y los traperos de nuevo.
- «Calle de la Ferrería»

En la collación de San Ginés. Comprendía el tramo desde lo que era el arroyo del Arenal hasta la plazuela de Herradores. Aquí vivieron y trabajaron los artesanos del metal. Hoy se conoce como calle de las Hileras.
- «Calle de la Puerta de Guadalfajara (sic)».

Aparece nombrada como tal en 1380 con motivo de la venta de unas casas en dicha calle y se hace referencia a la posterior calle Mayor en lo que fueron sus tramos segundo y tercero.
- «Calle de los Estelos»

Que fue en su origen el tramo final de la vía regis que iba desde la puerta de la Xagra a la plazuela del Salvador. Fue un tramo que se hizo independiente cuando se construyó la parroquia de Santiago. Perteneció a dos collaciones, San Nicolás y San Salvador. Tiempo más tarde en 1489 tomó el nombre de calle de los Señores de Luzón, el mismo año en que se empedró.
- «Calle del Pilar».

En este caso la palabra pilar se refiere a las pilas o abrevaderos distribuidos por distintos barrios; en alguna de las vías tuvieron la suficiente importancia como para dejar constancia con el nombre. Se conocen tres calles del Pilar, dos de ellas comunicadas pues no son sino la continuación la una de la otra. Estas dos se encontraban en la zona inferior del gran Barranco; la primera dio lugar a la plaza de la Cruz Verde, llamada así por una cruz de madera pintada de verde, cruz que presidió el último auto de fe de la Inquisición. En su lugar se puso en 1850 una fuente. Este tramo de calle del Pilar iba desde Puerta Cerrada hasta la «casa de Francisco Martínez». La documentación de 1492 indica que esta calle tuvo una continuación hacia el oeste desde la casa de Francisco Martínez  hasta la «casa de Diego de Vera» junto al pilar. Este segundo tramo era muy estrecho y cenagoso y estaba en cuesta. Ese mismo año de 1492 los documentos concejiles exponen la necesidad de llevar a cabo obras de adoquinado.
En la zona de los barrios de Santiago y de San Martín hubo otro pilar conocido que dio nombre a otra calle que corría desde la torre de Alzapierna, cruzando un puentecillo en el arroyo del Arenal hacia el arrabal de Santo Domingo. Sin embargo en la documentación no se nombra como calle sino como sendero o camino. Pasaba con dificultad por Hontanillas y por los Caños del Peral y no se sabe ciertamente donde terminaba. En un documento de 1495 se pone de manifiesto que «es necesario empedrar la calle que va de la calle empedrada al Pilar». La calle empedrada a que hace referencia es la de Valnadú. Esta senda o calle desapareció totalmente con la reforma que Felipe II hizo hacia 1567 en todo el entorno del alcázar.
- «Calle de Valnadú».

Existe una estimable confusión entre esta calle y la conocida como calle de Alzapierna pues por las descripciones es posible que sea la misma vía. La mención más antigua que se conoce es de 1494 donde el Ayuntamiento manda pagar a medias el pavimento que se estaba haciendo ante las puertas de las casas de Gonzalo de Ocaña y Alonso de Cetina.
- «Calle de la Bodega de San Martín».

Al principio se llamó «calle de la puerta de la bodega dicha Sant Martin (sic)». Corresponde con el tramo superior de la calle de las Hileras. En el siglo XIX todavía tenía este nombre de Bodega de San Martín.
- «Calle de las Cohítas».

Con esta palabra anticuada de «cohíta» se define una sección de manzanas con viviendas contiguas. En este caso parece ser que se trataba de una calle con una gran hilera de casas sin espacio entre sí; puede ser que se estuviera describiendo la calle de la Flora. En el siglo XV la calle finalizaba en el pequeño barranco de Santa Catalina (por la zona del arroyo de Arenal). En este lugar estaba la tapia que separaba el arrabal de Santo Domingo con el de San Martín.
- «Calle grande de la Puerta del Sol».

Se llamó así al tramo que iba desde la Puerta de Guadalajara a la Puerta del Sol, es decir el último tramo hacia el este de la calle que con el tiempo sería calle Mayor. En 1498 comenzaron las obras de empedrado que duraron hasta 1501. Anteriormente había sido un simple camino.
- «Calle de Varrionuevo (sic)».

Situada en la collación de Santa Cruz. Se tiene conocimiento de esta calle gracias a la notificación concejil de su empedrado, en 1498. Posteriormente la calle se llamó del Conde de Romanones.